# Polegaj na mnie
Polegaj na mnie (ang. Lean on Pete) – brytyjski film dramatyczny z 2017 roku w reżyserii Andrew Haigha. Film jest oparty na motywach powieści pod tym samym tytułem autorstwa Willy’ego Vlautina.  
Obraz był pokazywany w konkursie głównym 74. Międzynarodowego Festiwalu Filmowego w Wenecji, gdzie zdobył nagrodę specjalną im. Marcello Mastroianniego dla najlepszego młodego aktora lub aktorki (Charlie Plummer).

## Fabuła
Piętnastoletni Charley mieszka samotnie z ojcem, jednak brak mu stabilizacji. Pewnego dnia przeprowadzają się do Portland, gdzie chłopak podejmuje wakacyjną pracę na miejscowym torze wyścigów konnych. Poznaje tam dżokejkę Bonnie oraz jej trenera Dela. Pewnego dnia Del postanawia oddać do rzeźni schorowanego konia o imieniu Pete, z czym Charley nie może się pogodzić. Chłopak decyduje się wykraść konia i wyruszyć z nim w podróż do Wyoming, w celu odnalezienia dawno niewidzianej ciotki i nowego domu dla Pete.

## Obsada
- Charlie Plummer jako Charley Thompson
- Travis Fimmel jako Ray Thompson
- Chloë Sevigny jako Bonnie
- Steve Buscemi jako Del Montgomery
- Steve Zahn jako Silver
- Amy Seimetz jako Lynn
- Justin Rain jako Mike
- Lewis Pullman jako Dallas

## Produkcja
W maju 2015 roku pojawiła się informacja, że Andrew Haigh napisze scenariusz i wyreżyseruje film Lean on Pete oparty na powieści pod tym samym tytułem. W lipcu 2016 roku do obsady dołączyli: Steve Buscemi, Charlie Plummer, Chloë Sevigny i Travis Fimmel.
Zdjęcia do filmu rozpoczęły się 13 sierpnia 2016 roku i zakończyły 10 września tego samego roku. Realizowano je w Portlandzie oraz w Burns w stanie Oregon.
Światowa premiera filmu odbyła się 1 września 2017 na 74. MFF w Wenecji.